# Panyabungan (Huta Raja Tinggi)
Panyabungan is een bestuurslaag in het regentschap Padang Lawas van de provincie Noord-Sumatra, Indonesië. Panyabungan telt 652 inwoners (volkstelling 2010).